# Landtagswahlkreis Coesfeld II
Der Landtagswahlkreis Coesfeld II ist ein Landtagswahlkreis in Nordrhein-Westfalen. Er umfasst die Gemeinden Ascheberg, Dülmen, Lüdinghausen, Nordkirchen, Olfen und Senden im Kreis Coesfeld.

## Geschichte
Der Wahlkreis wurde zur Landtagswahl 1980 unter dem Namen Coesfeld I neu errichtet. Er umfasste damals die Gemeinden Ascheberg, Coesfeld, Dülmen, Lüdinghausen, Nordkirchen, Nottuln, Olfen und Senden. Die übrigen Gemeinden gehörten damals zum Wahlkreis Steinfurt I – Coesfeld II. Zur Wahl 1990 wechselte die Gemeinde Nottuln in diesen Wahlkreis. Zur Wahl 2000 wurde der Wahlkreis in Coesfeld II umbenannt. Er verlor die Kreisstadt Coesfeld an den Wahlkreis Coesfeld I – Borken III, dafür kehrte Nottuln in den Wahlkreis zurück. Zur Wahl 2022 wurde Nottuln wieder abgegeben, nunmehr an den neuen Wahlkreis Münster III – Coesfeld III.

## Landtagswahl 2022
Wahlberechtigt waren 102.375 Einwohner, die Wahlbeteiligung betrug 63,0 Prozent.
| Direktkandidat  | Partei | Erststimmen in % | Zweitstimmen in % |
| --------------- | ------ | ---------------- | ----------------- |
| Dietmar Panske  | CDU    | 47,6             | 46,7              |
| André Stinka    | SPD    | 22,8             | 21,4              |
| Sabine Schäfer  | FDP    | 5,4              | 5,5               |
| Ralf Hageneier  | AfD    | 4,1              | 3,9               |
| Dennis Sonne    | GRÜNE  | 18,2             | 17,0              |
| Klaus Stegemann | LINKE  | 1,9              | 1,3               |
| –               | Übrige | –                | 4,2               |

## Landtagswahl 2017
Wahlberechtigt waren 117.194 Einwohner. Die Wahlbeteiligung lag bei 71,1 %
| Direktkandidat  | Partei  | Erststimmen in % | Zweitstimmen in % |
| --------------- | ------- | ---------------- | ----------------- |
| André Stinka    | SPD     | 30,4             | 27,5              |
| Dietmar Panske  | CDU     | 49,6             | 42,8              |
| Patrick Jansen  | GRÜNE   | 5,9              | 5,6               |
| Sabine Schäfer  | FDP     | 9,8              | 12,9              |
| –               | PIRATEN | –                | 0,7               |
| Klaus Stegemann | LINKE   | 4,3              | 3,1               |
| –               | AfD     | –                | 5,0               |
| –               | Übrige  | –                | 2,3               |

Neben dem erstmals gewählten Wahlkreisabgeordneten Dietmar Panske (CDU), der seinem über 20 Jahre amtierenden Parteifreund Werner Jostmeier nachfolgte, zog der SPD-Direktkandidat André Stinka, der 2015 für seinen Parteifreund Reiner Breuer nachgerückt war, über Platz zwölf der Landesliste seiner Partei in den Landtag ein.

## Landtagswahl 2012
Wahlberechtigt waren 115.015 Einwohner. Die Wahlbeteiligung lag bei 66,2 %
| Direktkandidat          | Partei  | Erststimmen in % | Zweitstimmen in % |
| ----------------------- | ------- | ---------------- | ----------------- |
| Werner Jostmeier        | CDU     | 46,1             | 37,8              |
| André Stinka            | SPD     | 32,4             | 32,4              |
| Philipp Johannes Scholz | GRÜNE   | 9,0              | 10,2              |
| Peter Moll              | FDP     | 4,3              | 8,5               |
| Ali Atalan              | LINKE   | 1,6              | 1,6               |
| Christian Kroll         | PIRATEN | 6,6              | 6,6               |
| –                       | Übrige  | –                | 2,9               |

## Landtagswahl 2010
Bei der Landtagswahl 2010 waren 114.786 Einwohner wahlberechtigt. Die Wahlbeteiligung lag bei 65,1 %
| Direktkandidat     | Partei  | Erststimmen in % | Zweitstimmen in % |
| ------------------ | ------- | ---------------- | ----------------- |
| Werner Jostmeier   | CDU     | 51,6             | 45,8              |
| André Stinka       | SPD     | 29,6             | 27,0              |
| Stefan Kohaus      | GRÜNE   | 9,0              | 11,3              |
| Jochen Wismann     | FDP     | 4,7              | 7,4               |
| Bernhard Perrefort | LINKE   | 3,8              | 4,0               |
| Christian Kroll    | PIRATEN | 1,4              | 1,4               |
| –                  | Übrige  | –                | 3,1               |

## Landtagswahl 2005
Bei der Landtagswahl 2005 waren 112.149 Einwohner wahlberechtigt. Die Wahlbeteiligung lag bei 69,6 %
| Direktkandidat          | Partei | Stimmen in % |
| ----------------------- | ------ | ------------ |
| André Stinka            | SPD    | 26,8         |
| Werner Jostmeier        | CDU    | 56,9         |
| Jochen Wismann          | FDP    | 6,8          |
| Iris Gövert-Loos        | GRÜNE  | 5,4          |
| Marlies Hauer           | REP    | 0,5          |
| Nikolaj Schulte-Wörmann | PDS    | 0,7          |
| Ronny Gutgesell         | NPD    | 0,6          |
| Monika Lohmann          | ödp    | 0,5          |
| Wolfgang Rath           | WASG   | 1,9          |

## Landtagswahl 2000
Wahlberechtigt waren 105.518 Einwohner. Die Wahlbeteiligung lag bei 62,0 %
| Direktkandidat   | Partei | Stimmen in % |
| ---------------- | ------ | ------------ |
| Werner Jostmeier | CDU    | 49,6         |
| André Stinka     | SPD    | 30,0         |
| Rainer Michaelis | GRÜNE  | 7,0          |
| Volker Helweg    | FDP    | 10,9         |
| Übrige           | Übrige | 2,5          |